# Бураков Олександр Пантелейович
Олександр Пантелейович Бураков (нар. 27 травня 1930, тепер Красноярського краю, Російська Федерація — ?) — український радянський діяч, новатор виробництва, старший майстер дільниці Львівського виробничого об'єднання імені Леніна Львівської області. Герой Соціалістичної Праці (26.04.1971).

## Біографія
Народився в родині вибійника шахти Пантелея Сергійовича Буракова. Батько загинув на фронтах Другої світової війни.
Два роки працював шахтарем рудника на півночі Красноярського краю.
Закінчив Красноярське ремісниче училище і здобув спеціальності слюсаря і суднового моториста.
Рік працював мотористом теплохода «Серго Орджонікідзе» на ріці Єнісею в Красноярському краї.
Потім служив у Радянській армії. Після демобілізації залишився у Львові.
Член КПРС.
З 1955 року — учень слюсаря, слюсар, майстер, старший майстер дільниці Львівського заводу п/с 125 «Вимірювач» (з 1969 року — Львівського виробничого об'єднання імені Леніна).
Указом Президії Верховної Ради СРСР від 26 квітня 1971 року Олександру Буракову присвоєно звання Героя Соціалістичної Праці з врученням ордена Леніна і золотої медалі «Серп і Молот».
Потім — на пенсії в місті Львові.

## Родина
Дружина, Ванда Бенедиктівна. Син, Едуард.

## Нагороди
- Герой Соціалістичної Праці (8.04.1971)
- орден Леніна (8.04.1971)
- орден Жовтневої Революції
- медаль «За доблесну працю. В ознаменування 100-річчя з дня народження Володимира Ілліча Леніна» (1970)
- медалі